# احتجاجات النجف 1956
احتجاجات النجف 1956 هي تظاهرات اندلعت في مدينة النجف العراقية في تشرين الثاني عام 1956 احتجاجًا على العدوان الثلاثي على مصر مُطالبين لوقف الحرب فيها وطرد القوات المعادية المشاركة في العدوان من قواعدها على الأراضي العراقية، وجاء ذلك تلبيةً لدعوة مرجع الشيعة الأعلى في النجف حينذاك السيد محسن الحكيم.

## الأحداث

### 12 نوفمبر
خرجت في 12 نوفمبر تظاهرات من عشرات النجفيين مؤيدة لموقف مصر من الحرب، وبعد أن وصلتهم أخبارًا من إذاعتي القاهرة ودمشق بأن الطائرات البريطانية تتزود بالوقود من قاعدتي الشعيبة والحبانية المتواجدتين داخل البلاد لتشارك في العدوان على مصر، فتجمع الناس في الصحن الحيدري تلبية لدعوة المرجع الديني السيد محسن الحكيم بعد صلاة الظهر جماعةً والدعاء بالنصر والفرج لمصر من الخطباء على منابر الصحن، وبعث الشيخ محمد رضا المظفر برقيةً إلى شيخ الأزهر عبد الرحمن التاج.